# 關妙美
關妙美，MH，是前香港油尖旺區議會議員，自1980年代起服務油尖旺區。關妙美熱衷推廣廣東戲曲文化，成立精英粵劇團。 

## 家庭
- 已婚
- 女兒陳詠儀，是粵劇花旦 [2]

## 相關
- 榮譽勳章 (香港)
- 1985年香港區議會選舉
- 1988年香港區議會選舉
- 1991年香港區議會選舉
- 香港2006年度授勳及嘉獎名單
- 自動當選

## 外參考
1. ↑  .   [2011-10-28]. （原始内容存档于2005-12-27）.
2. ↑  .   [2011-10-28]. （原始内容存档于2011-09-10）.